# 法拉维亚修女受难记
《法拉维亚修女受难记》（義大利語：Flavia, la monaca musulmana，直译：“穆斯林修女法拉维亚”）是一部1974年義大利-法國聯合拍攝的修女剝削電影，由吉安弗蘭科·明戈茲執導。

## 剧情
本片以奥斯曼帝国入侵奥特朗托期間的普利亚為背景，講述了法拉维亚修女（佛洛琳達·波坎飾）的故事，她與入侵者領袖艾哈迈德（安東尼·希金斯飾）合作，為自己過去的不幸報仇。
14世纪末的意大利，年幼的法拉维亚跟随专制的父亲、宗教裁判官唐迭戈参加了各种打击伊斯兰入侵者的战役，其中一些战役极其残酷。在一次不知名的战场上，她在两个朋友的陪伴下，目睹了父亲冷血地砍下一位受伤的美男子的头颅。从那时起，这个陌生人就对她产生了无法抗拒的吸引力。不久之后，严厉的父亲将这位少女送到了普利亚的一家修道院，不可避免地接受了成為修女的訓練。
多年後，虔誠的法拉维亚結識了所謂的「著魔」婦女，即被「狼蛛」咬傷的痲瘋病人。事实上，她们大多是被社会抛弃的人，被诬陷有性冲动。这些混乱罪人的到来彻底改变了修女的生活。起初，她在这些不安的陌生人身上发现了一种无形的性力量，而这是她以前所不知道的；她对现存的父权制社会形式产生了最初的怀疑。在接下来的日子里，她几乎每天都要目睹女性在修道院内如何受到男性的侮辱、压迫和剥削。修道院所谓庇护所并不能提供足够的保护，因为在这里，女性也成为了由男性主宰的世界的受害者。
法拉维亚决定反抗，逃离修道院的生活。最终，她离开了宗教团体，遇到了对她很好的犹太人亚伯拉罕，并成为了她忠实的伴侣和朋友。然而，她所珍视的自由仅过了一天就结束了。她被父亲的随从抓住，遭到鞭打，最后被带回修道院。她对现行的社会制度彻底失去了信心。
在修女们的一次朝聖中，法拉维亚目睹了武装的穆斯林对一个基督教沿海村庄的突然袭击。战争冲突使整个国家陷入混乱。穆斯林入侵者残暴地攻击“异教徒”，杀戮、掠夺和抢劫。在这样的暴力环境中，法拉维亚看到了撒拉森王子艾哈迈德，仿佛又见到了小时候曾亲眼看到死在父亲剑下的那个人。这位军队指挥官也注意到了这位还是处女的修女，爱怜地将她领进自己的房间，随后发生了激情行为。
法拉维亚从此性情大变。在对自由的热爱的驱使下，她开始了一场令人毛骨悚然的复仇运动，与结盟的王子一起向压迫她的人复仇。首先，这位成熟的修女洗劫了她昔日的修道院，惩罚了在场的修女，然后将注意力转移到她真正的敌人唐迭戈身上。不久之后，唐迭戈和他的无数追随者被穆斯林士兵包围并杀害。不久之后，亚伯拉罕被艾哈迈德杀害，法拉维亚不幸地意识到，穆斯林其实也是压迫女性的：当穆斯林大军离开时，所有女性都被绑走了。由於男性人口大部分被屠殺，因此不再有任何重大的抵抗发生。此时已经与艾哈迈德疏远的法拉维亚被独自留在了这里。影片最后，她因她的「撒旦」罪行而被挺进的基督教部队活活折磨致死。

## 演员
- 佛洛琳達·波坎（英语：Florinda Bolkan） 饰 法拉维亚·加埃塔尼
- 瑪麗亞·卡薩雷斯（英语：María Casares） 饰 阿加塔修女
- 克勞迪奧·卡西內利（英语：Claudio Cassinelli） 饰 亚伯拉罕
- 安東尼·希金斯（英语：Anthony Higgins (actor)） 饰 艾哈迈德
- 斯皮罗斯·福卡斯（英语：Spiros Focás） 饰 法兰西公爵
- 迭戈·米凱洛蒂（義大利語：Diego Michelotti） 饰 法拉维亚的父亲
- 圭多·塞拉諾（英语：Guido Celano） 饰 藥劑師
- 勞拉·德·馬爾基（英语：Laura De Marchi） 饰 狼蛛邪教女子